# Bryan Bresee
Bryan Bresee (Damascus, Maryland; 6 de octubre de 2001) es un jugador profesional estadounidense de fútbol americano, se desempeña en la posición de defensive tackle en New Orleans Saints, en la National Football League (NFL).

## Carrera
Hizo su debut profesional con el equipo New Orleans Saints, lleva jugando una temporada, comenzó en el 2023.